# Fratura Cominutiva
São lesão de continuidades ósseas que resultam em dois ou mais fragmentos , dificulta a cicatrização devido ao distanciamento dos pedaços de ossos estilhaçados.este tipo de fratura podem ser causadas por projetil de arma de fogo.